# Thysanoptera

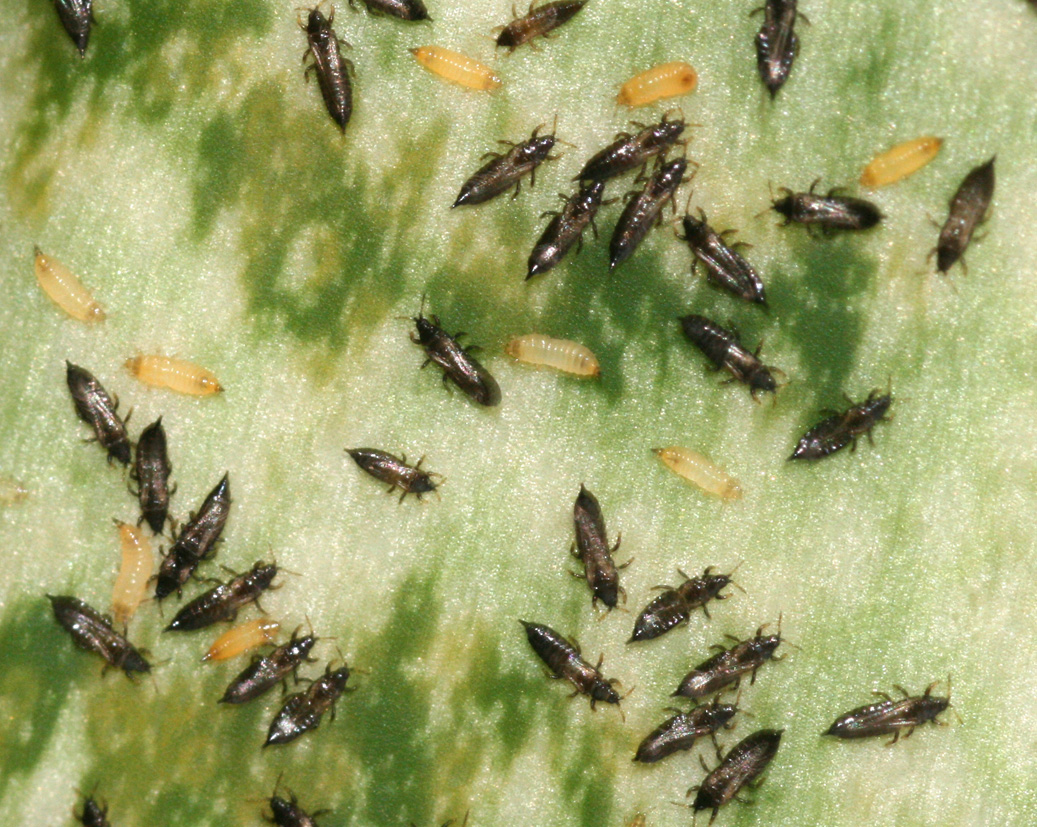
Adultos (negros) y larvas (amarillentas) de Suocerathrips linguis sobre Sansevieria trifasciata.

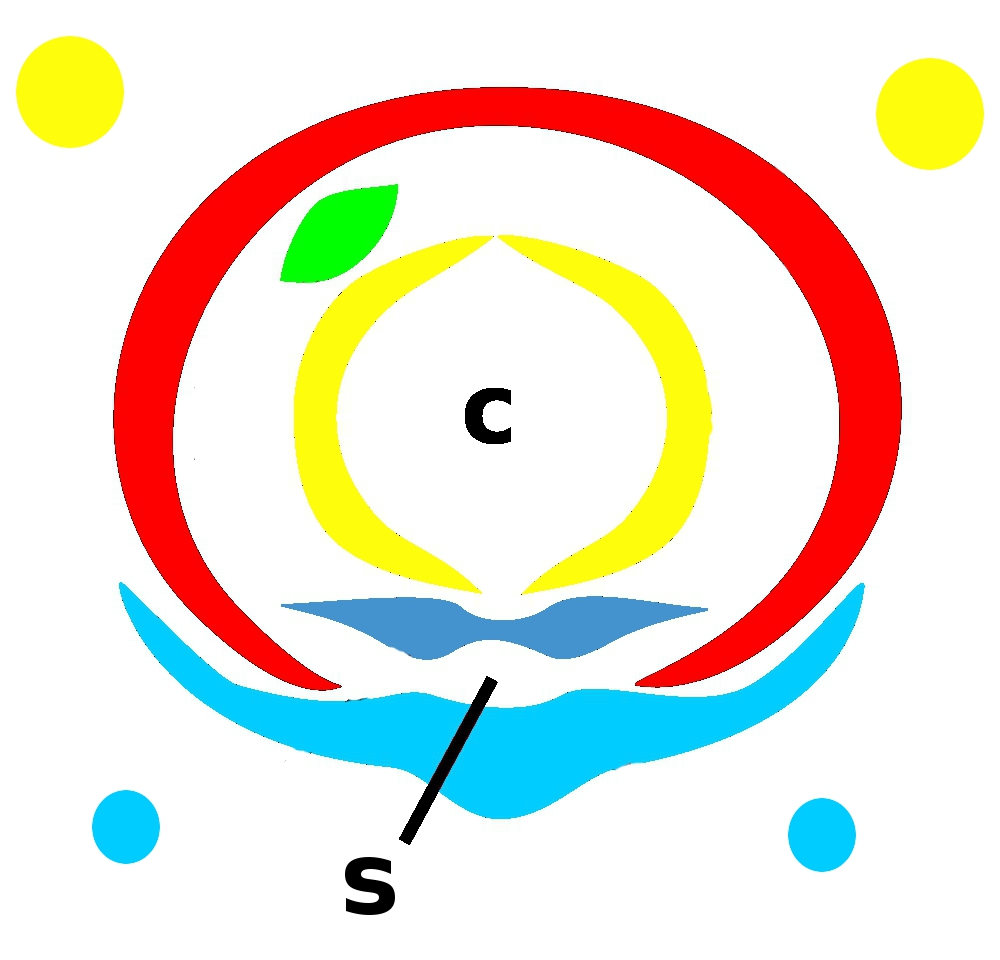
Sección del aparato bucal: C=canal alimentario, S=canal salivar, rojo=labro, verde=mandíbula, amarillo=maxilar y palpos, azul=hipofaringe, celeste=labio y palpos.

Los tisanópteros (Thysanoptera, gr. tysanos, "fleco" y pteron, "ala") son un orden de pequeños insectos neópteros, llamados a veces trips, thrips o arañuelas. Suelen ser de color marrón o negro. Su alimentación es casi exclusivamente de vegetales o de hongos. Algunos son depredadores de otros artrópodos. Otros viven dentro de las agallas de coccoideos. Los podemos encontrar en zonas muy variadas: subterráneos, presentes en plantas cultivadas, etc. Se conocen unas 5.600 especies. Muchas especies son plagas de plantas cultivadas y vectores de virus, como el virus del bronceado del tomate.

## Morfología
Son insectos de tamaño pequeño (1 - 6 mm), lo normal es 1 - 3 mm, de forma cilíndrica, alargada y con el extremo posterior muy agudo. Son de color amarillo, castaño o negro con bandas alternantes, claras y oscuras. 
La cabeza es pequeña e hipognata, de contorno rectangular. Poseen aparato bucal asimétrico raedor - chupador con el cual raen y laceran la superficie del vegetal y luego succionan los jugos derramados con el cono bucal sorbiendo a través del canal alimenticio. Sus antenas son muy cortas (5 a 10 artejos) filiformes o moniliformes. Los ojos son compuestos con reducido número de omatidios; tienen 2 o 3 ocelos. 
El tórax posee el protórax libre, muy desarrollado, el meso y el metatórax fusionados, formando el pterotórax. Hay especies ápteras (sin alas) y aladas. En este último caso las alas son muy estrechas, casi sin venas, y rodeadas de unos filamentos (flecos) que les dan aspecto de plumas. En general no son buenos voladores pero sí pueden saltar. La condición de ápteros lleva consigo algunas variaciones morfológicas (tamaño de antenas, ausencia de antenas, diferencia de coloración) y en general predomina en los machos. Las patas son ambulatorias; los tarsos tiene 1 o 2 segmentos, con un arolio en forma de vesícula, retráctil, que sirve como órgano de adherencia a modo de ventosa.
El abdomen posee 11 segmentos, el último muy reducido y carece de cercos. En el suborden Terebrantia los segmentos X y XI forman un cono con una hendidura ventral que en las hembras aloja el ovipositor (con forma de hoz), dentado y cortante. En el suborden Tubulifera los segmentos X y XI forman un tubo sin hendidura ventral y presentan oviscapto en forma de tubo.

## Ciclo biológico
El ciclo biológico es de 15 a 18 días en Thrips tabaci, depende principalmente de la temperatura. Produce 11 a 12 generaciones por año. La longevidad va de un mes a un año.
Aunque los tisanópteros son paurometábolos, muchas especies sufren una metamorfosis extendida en la cual la etapa inmadura final está en reposo y no se alimenta, análoga a una pupa de un holometábolo, que incluso a veces se encuentran encerrados en un capullo de seda, por lo que pueden ser clasificados como hemimetábolos neometábolos.

## Taxonomía
| Terebrantia | \| \| Melanothripidae \| \| \| \| \| \| otros Terebrantia \| \| \| \| |
|             | \| \| Melanothripidae \| \| \| \| \| \| otros Terebrantia \| \| \| \| |
| Tubulifera  | Phlaeothripidae                                                       |
|             | Phlaeothripidae                                                       |
|             | Melanothripidae                                                       |
|             |                                                                       |
|             | otros Terebrantia                                                     |
|             |                                                                       |

|  | Melanothripidae   |
|  |                   |
|  | otros Terebrantia |
|  |                   |

### Subórdenes y familias
- Terebrantia. Se caracterizan por tener un aparato para poner huevos llamado terebra ovipositor, la oviposicion es endofítica. Sus alas anteriores tienen una vena longitudinal hasta el ápice (extremo del ala) y microtriquias (flecos o pelos). Las alas son en forma de espada.
- Tubulifera. Presenta ovipositor en forma de tubo. Sus alas no presentan venas o a lo sumo una vena vestigial de escasa longitud. Sus alas son de forma redondeada.

- Suborden Terebrantia Adulto Franklinothrips vespiformis (Aeolothripidae), una especie tropical muy difundida

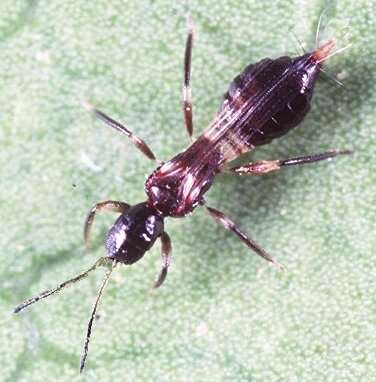
Adulto Franklinothrips vespiformis (Aeolothripidae), una especie tropical muy difundida

- Adiheterothripidae Shumsher, 1946 (11 géneros)
- Aeolothripidae Uzel, 1895 (29 géneros)
- Fauriellidae Priesner, 1949 (4 géneros)
- †Hemithripidae Bagnall, 1923 (un género extinto, Hemithrips con 15 especies)
- Heterothripidae Bagnall, 1912 (7 géneros, limitada al Nuevo Mundo)
- †Jezzinothripidae zur Strassen, 1973 (incluida por algunos autores en Merothripidae)
- †Karataothripidae Sharov, 1972 (una especie extinta, Karataothrips jurassicus)
- Melanthripidae Bagnall, 1913 (6 géneros)
- Merothripidae Hood, 1914 (5 géneros, principalmente neotropicales, se alimentan de hongos de la madera)
- †Scudderothripidae zur Strassen, 1973 (incluida por algunos autores en Stenurothripidae)
- Thripidae Stevens, 1829 (292 géneros en 4 subfamilias)
- †Triassothripidae Grimaldi & Shmakov, 2004 (2 géneros extintos)
- Uzelothripidae Hood, 1952 (una especie, Uzelothrips scabrosus)

- Suborden Tubulifera

- Phlaeothripidae  Uzel, 1895 (447 géneros en dos subfamilias, se alimentan de hongos)

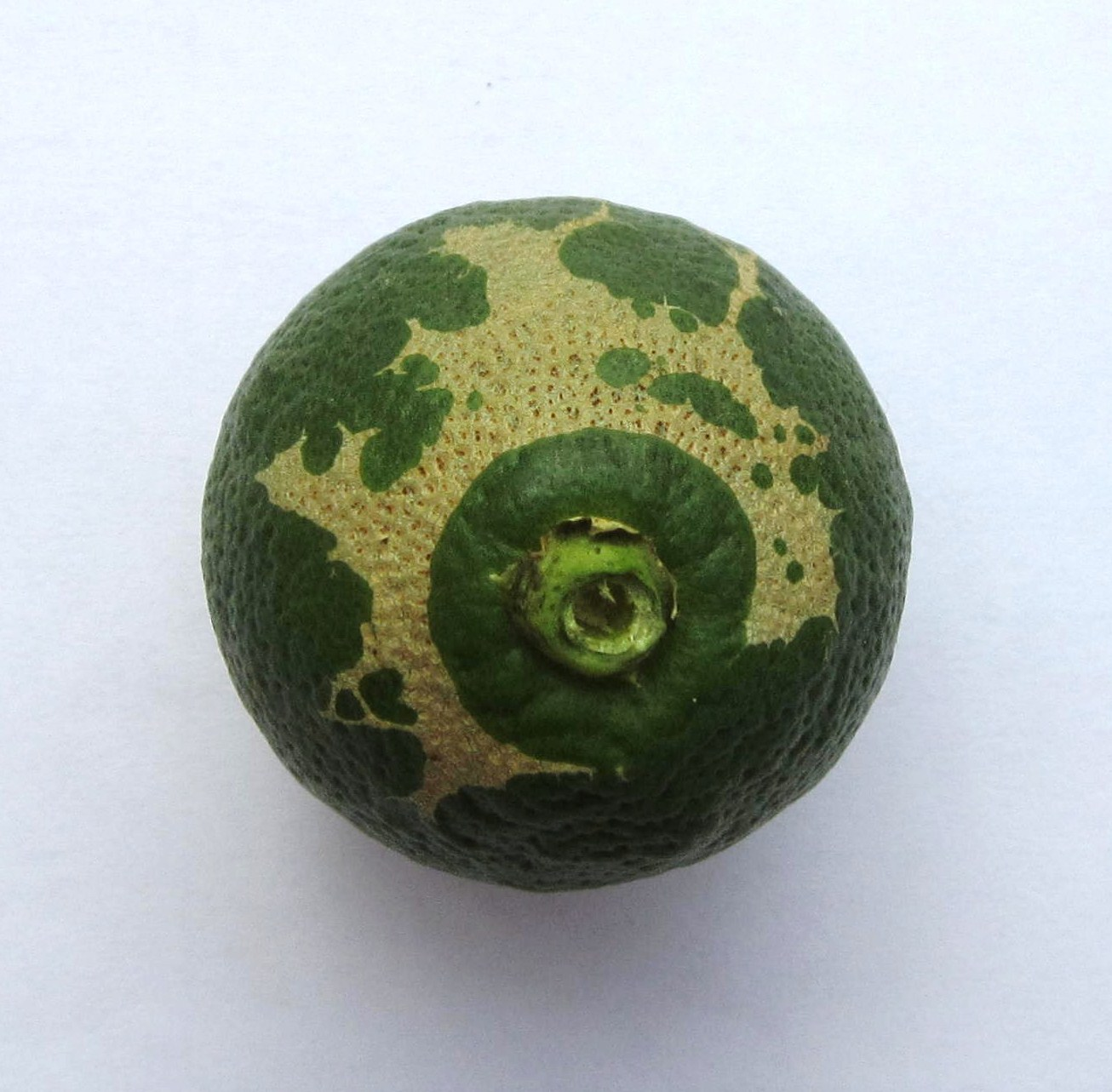
Daño producido por trips en naranja.

## Alimentación
Se cree que los tisanópteros descienden de un ancestro que se alimentaba de hongos durante el Mesozoico, y muchos grupos todavía se alimentan de esporas de hongos y las redistribuyen sin darse cuenta. Viven entre la hojarasca o sobre madera muerta y son miembros importantes del ecosistema, y su dieta a menudo se complementa con polen. Otras especies son primitivamente eusociales y forman agallas en las plantas y otras son depredadoras de ácaros y otros tisanópteros.] Se ha descubierto que dos especies de Aulacothrips, A. tenuis y A. levinotus, son ectoparásitos de saltamontes aetalionidos y membrácidos en Brasil. Akainothrips francisi de Australia es un parásito dentro de las colonias de otra especie de tisanópteros, Dunatothrips aneurae, que construye nidos sedosos o domicilios en los árboles de acacia.  Varios tisanópteros de la subfamilia Phlaeothripinae que se especializan en huéspedes de acacia producen seda con la que pegan filodios para formar domicilios dentro de los cuales viven sus colonias semisociales.
Se ha encontrado Mirothrips arbiter en nidos de avispas papeleras en Brasil. Los trips se comen los huevos de los huéspedes, incluidos Mischocyttarus atramentarius, Mischocyttarus cassununga y Polistes versicolor. Los tisanópteros, especialmente en la familia Aeolothripidae, también son depredadores y se consideran beneficiosos en el manejo de plagas como la polilla de la manzana.
La mayoría de las investigaciones se han centrado en especies de tisanópteros que se alimentan de cultivos económicamente importantes. Algunas especies son depredadoras, pero la mayoría se alimenta de polen y cloroplastos extraídos de la capa externa de las células epidérmicas y del mesófilo de las plantas. Prefieren las partes tiernas de la planta, como capullos, flores y hojas nuevas. Además de alimentarse de tejidos vegetales, el tisanóptero común de las flores (Frankliniella schultzei) se alimenta de granos de polen y de huevos de ácaros. Cuando la larva complementa su dieta de esta manera, se reduce su tiempo de desarrollo y mortalidad, y las hembras adultas que consumen huevos de ácaro aumentan su fecundidad y longevidad.

## Importancia agrícola

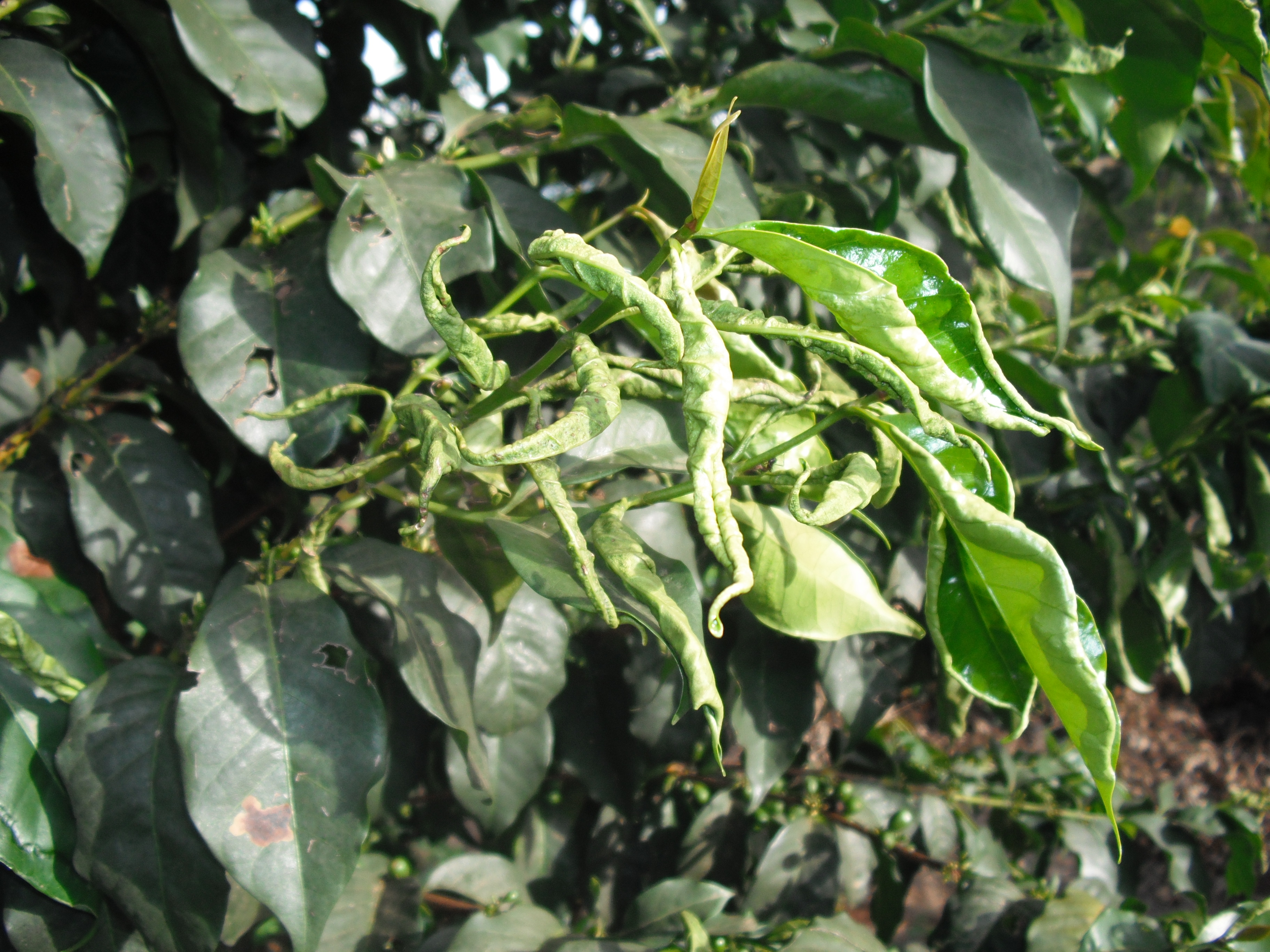
Hojas de cafetero retorcidas, daño causado por Hoplandrothrips (Phlaeothripidae)

Muchas especies son plagas de plantas cultivadas debido al daño que causan al alimentarse de flores o de verduras a las que decoloran o producen deformidades que las hacen menos rentables. Además, pueden actuar como vectores de más de 20 virus, entre los que destacan los Tospovirus, que incluyen algunos de los virus más dañinos, como el virus del bronceado del tomate. Frankliniella occidentalis es cosmopolita y está considerado el vector primario de enfermedades causadas por estos virus.
Los que se alimentan de flores son atraídos por colores florales brillantes (incluyendo blanco, azul y especialmente amarillo), donde aterrizan y proceden a alimentarse. No es infrecuente que algunas especies como Frankliniella tritici y Limothrips cerealium piquen a las personas en ciertas circunstancias. Ninguna especie se alimenta de sangre de humanos o animales y no transmiten enfermedades, a lo sumo pueden causar irritación cutánea.

### Polinización
Algunos de los tisanópteros que se alimentan de flores sirven de polinizadores y se piensa que podrían haber sido entre los primeros insectos en establecer esta relación con sus plantas huéspedes. Scirtothrips dorsalis lleva polen de ajíes o pimientos chiles y es el polinizador de esta  importante cosecha. Darwin, haciendo estudios de polinización, observó que una redecilla para impedir que los insectos visiten las flores no era obstáculo para los tisanópteros.
Thrips setipennis es el polinizador exclusivo de Wilkiea huegeliana, un pequeño árbol o arbusto anual unisexual con flores del bosque lluvioso de Australia oriental. T. setipennis es también el polinizador obligado de otras plantas de esa región, incluyendo Myrsine howittiana y Myrsine variabilis. El género Cycadothrips es un polinizador especialista de cicadas cuyos conos están adaptados a la polinización por insectos pequeños. También son polinizadoress de algunos miembros de la familia Ericaceae, y juegan un papel importante en la polinización de manzanita. Por medio de la microscopía electrónica se puede ver que los tisanópteros acarrean granos de polen adheridos al dorso y a los flecos de las alas, lo cual permite que efectúen polinización.

## Denominación y etimología
La primera mención registrada de Thysanoptera como  'trips' data del siglo XVII, y Philippo Bonanni, un sacerdote católico, hizo un boceto en 1691. El entomólogo barón sueco Charles De Geer, describió dos especies del género Physapus en 1744, y Linneo añadió en 1746 una tercera especie y llamó a este grupo de insectos Thrips. En 1836, el entomólogo irlandés Alexander Henry Haliday describió 41 especies en 11 géneros y propuso el nombre del orden Thysanoptera. La primera monografía sobre el grupo fue publicada en 1895 por Heinrich Uzel, a quien 'Fedor et al.' consideran como padre de los estudios de Thysanoptera.
El nombre genérico e inglés thrips es una transliteración directa de la palabra griega antigua θρίψ, thrips, que significa "carcoma". Al igual que otros nombres de animales (como ovejas, ciervos y alces), en inglés la palabra "trips" expresa tanto el singular como el plural, por lo que puede haber muchos trips o un solo trips. Otros nombres comunes para los trips incluyen moscas del trueno, chinches del trueno, moscas de las tormentas, plagas del trueno, chinches de las tormentas, pulgas del maíz, moscas del maíz, piojos del maíz, chinches de las pecas, chinches de la cosecha y fisópodos. El nombre del grupo más antiguo, "physopoda", hace referencia a las puntas en forma de vejiga de los tarsos de las patas. El nombre del orden, Thysanoptera, se construye a partir de los términos griegos antiguos θύσανος, thysanos, "borla o flecos", y πτερόν, pteron, "ala", en referencia a las alas con flecos de estos insectos.